# Popovići (Kraljevo)
Popovići (kyrillisch: Поповићи) ist ein Dorf in Serbien. Das Dorf wird in schriftlichen Dokumenten aus dem Jahr 1476 erstmals erwähnt. Eine Schule gibt es im Ort seit 75 Jahren. In den ersten vier Jahren ihres Bestehens lag die Schule im Privathaus von Milenko Tešić. Das Dorf liegt am Fluss Zapadna Morava. Popovići liegt nördlich von Kraljevo, beim Flughafen Kraljevo.

## Geographie und Bevölkerung
Das Dorf liegt in der Opština Kraljevo, im Okrug Raška. Popovići hatte bei der Volkszählung 2002 300 Einwohner, während es 1991 340 Einwohner waren. Nach den letzten drei Bevölkerungsstatistiken fällt die Einwohnerzahl von Popovići weiter. Die Bevölkerung stellen orthodoxe Serben. Das Dorf besteht aus 92 Haushalten.

## Demographie
| Jahr | Einwohnerzahl |
| ---- | ------------- |
| 1948 | 433           |
| 1953 | 425           |
| 1961 | 423           |
| 1971 | 391           |
| 1981 | 353           |
| 1991 | 340           |
| 2002 | 300           |

## Belege
- Knjiga 9, Stanovništvo, uporedni pregled broja stanovnika 1948, 1953, 1961, 1971, 1981, 1991, 2002, podaci po naseljima, Republički zavod za statistiku, Beograd, maj 2004, ISBN 86-84433-14-9
- Knjiga 1, Stanovništvo, nacionalna ili etnička pripadnost, podaci po naseljima, Republički zavod za statistiku, Beograd, Februar 2003, ISBN 86-84433-00-9
- Knjiga 2, Stanovništvo, pol i starost, podaci po naseljima, Republički zavod za statistiku, Beograd, Februar 2003, ISBN 86-84433-01-7